# Glamping

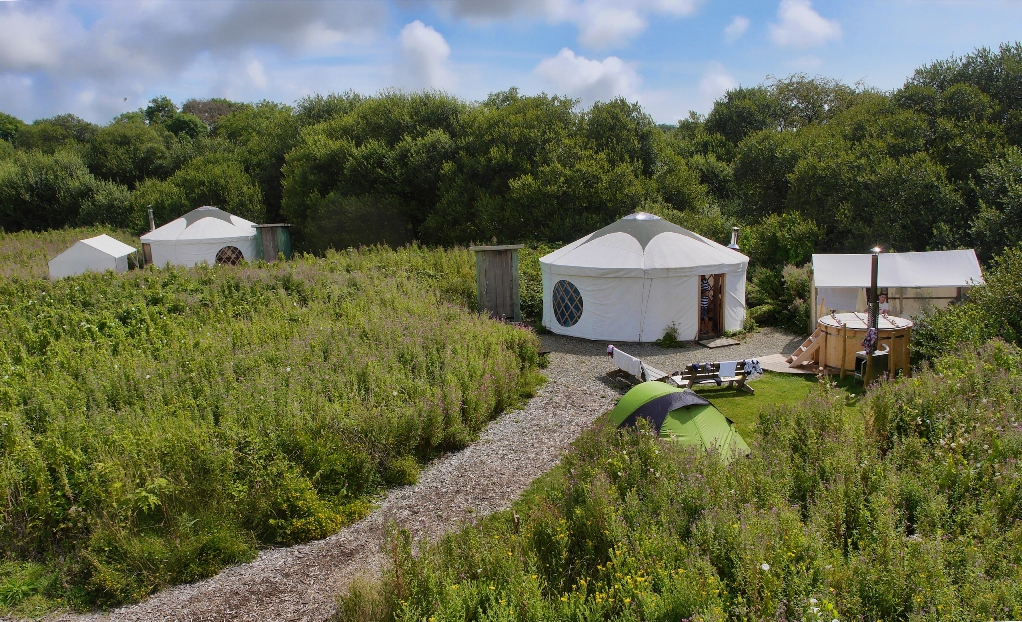
Een glamping-dorp met semi-permanente yurts, grindpaden en een bubbelbad.

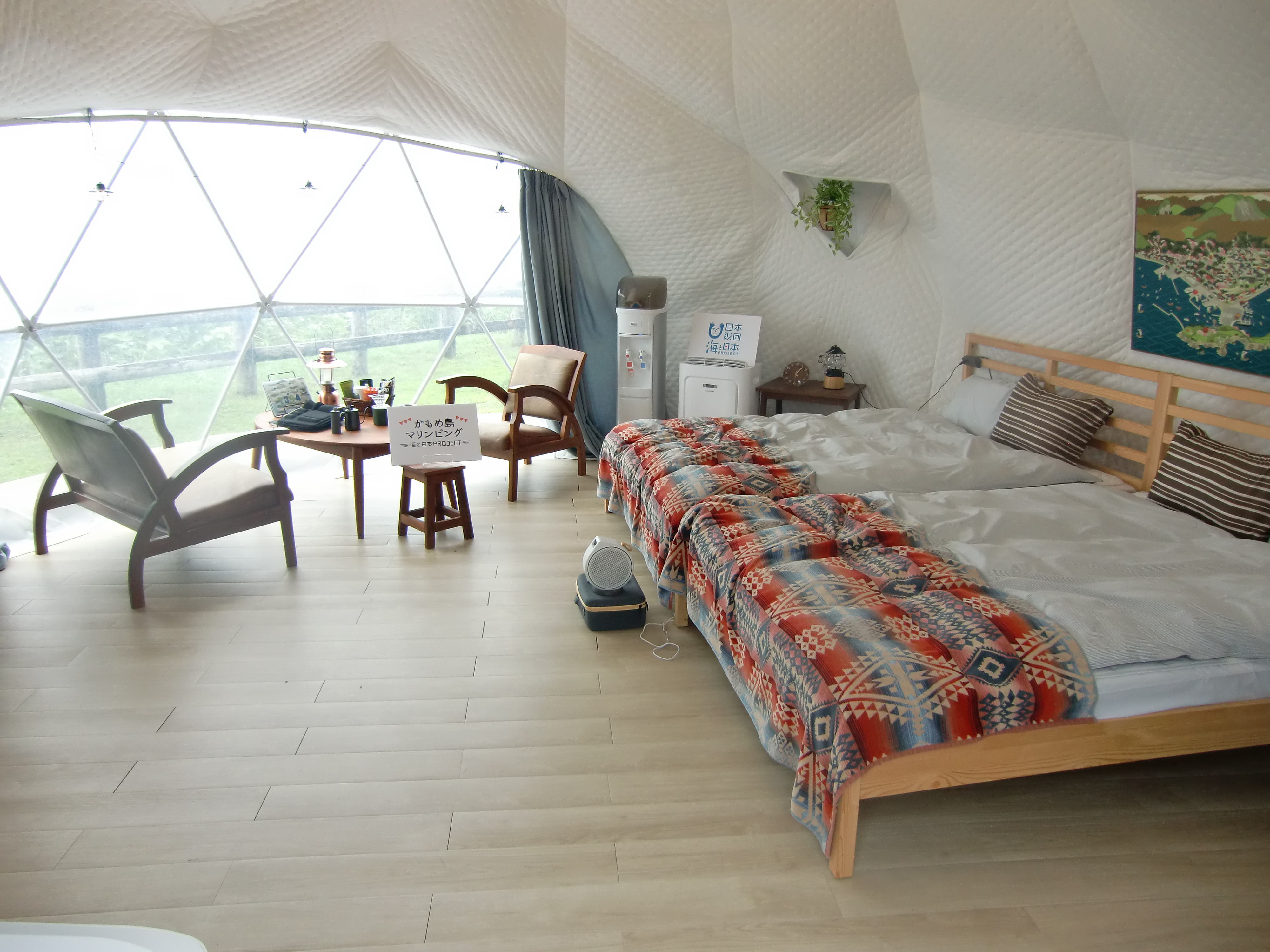
Een luxe tent met meubilair, airconditioning en koelkast.

De term "Glamping" is een kofferwoord van de Engelse woorden glamourous en camping, en verwijst naar een kampeerstijl die luxe voorzieningen biedt, en soms zelfs resortachtige diensten, die doorgaans niet geassocieerd worden met de traditionele vorm van kamperen. Deze vorm van kamperen is vooral in trek bij 21e-eeuwse toeristen die op zoek zijn naar moderne faciliteiten, zoals Wi-Fi, en die het avontuurlijke escapisme van kamperen willen ervaren. Dit alles vindt plaats in een scala aan accommodaties, variërend van hutten en boomhutten tot tenten.

## Geschiedenis
De term "glamping" deed zijn intrede in het Verenigd Koninkrijk in 2005 en werd in 2016 opgenomen in het Oxford English Dictionary. In het Nederlands werd de term voor het eerst gebruikt in 2009.
Hoewel de term zelf nieuw is, is het concept dat "glamping" vertegenwoordigt, namelijk het luxe leven in tenten (of andere kampeerfaciliteiten), dat zeker niet.
In de 16e eeuw arrangeerde de Schotse Graaf van Atholl een luxe belevenis in de Schotse Hooglanden ter ere van het bezoek van Koning James V en diens moeder. Op deze plek plaatste de hertog prachtige tenten en voorzag ze van alle luxe die normaal gesproken te vinden was in zijn eigen paleis.
Wellicht het meest buitensporige historische voorbeeld van vorstelijk verblijf in tenten vond plaats tijdens het Veld van het Doek van Goud, een diplomatieke top in 1520 tussen Frans I van Frankrijk en Hendrik VIII van Engeland in Noord-Frankrijk. Een indrukwekkend aantal van 2.800 tenten en paviljoens verrees, terwijl fonteinen overvloeiden met rode wijn.
In diezelfde periode lieten de Ottomanen weelderige, paleisachtige tenten van de ene militaire expeditie naar de andere transporteren. Volledige teams van vaklieden vergezelden het leger om deze keizerlijke tenten op te bouwen en te onderhouden, zoals gedocumenteerd door professor Nurhan Atasoy [bron?].

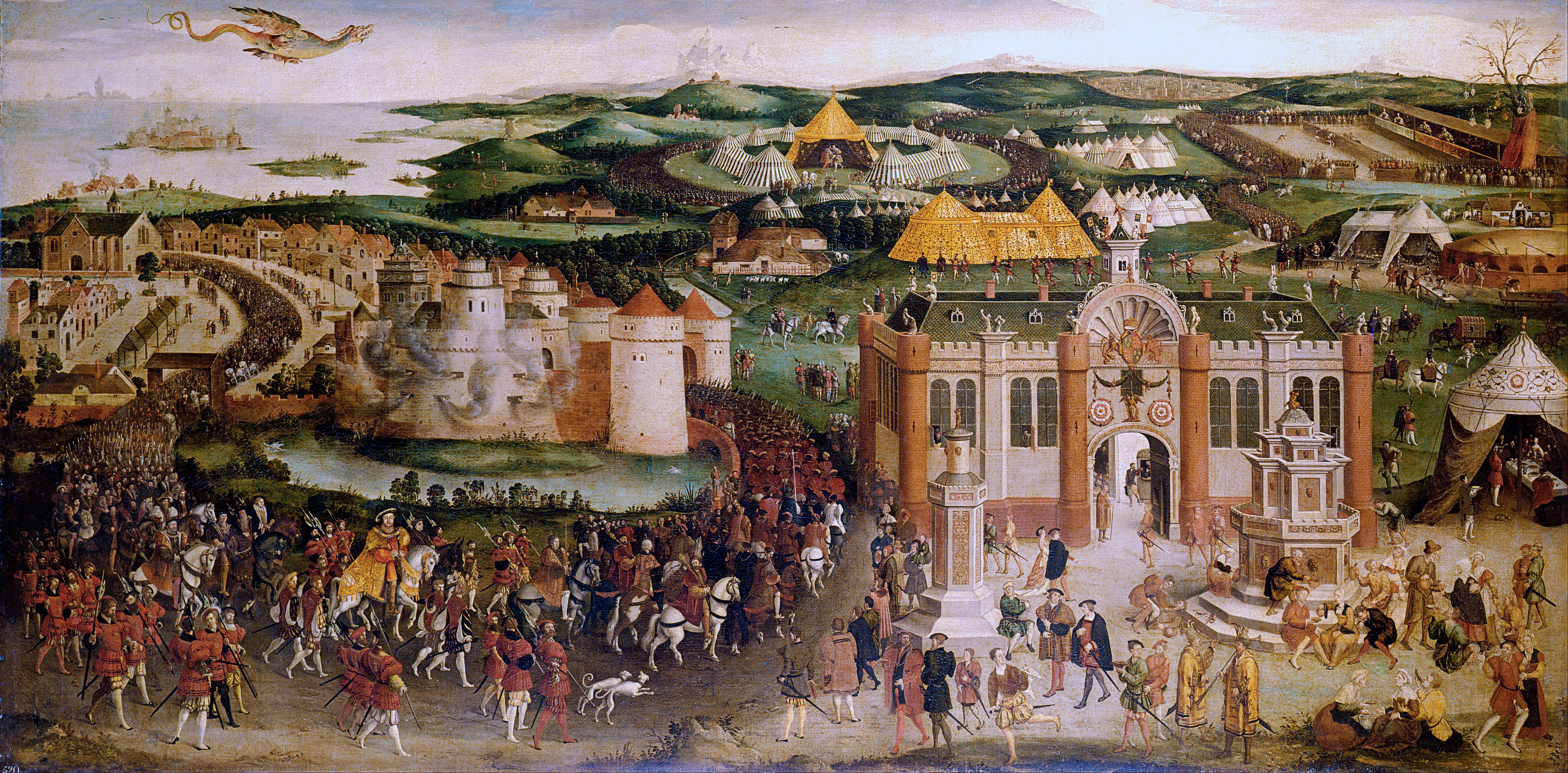
Hendrik VIII (links) komt aan op zijn bestemming, het Goudlakenveld. Het rechtergebouw is vervaardigd uit hout en bedekt met geschilderd doek. Voor dit gebouw zijn twee fonteinen met wijn afgebeeld.Koninklijke Collectie, Hampton Court Palace.

## Recente trends
Ongeveer vier eeuwen later, in de jaren 1920, werd een Afrikaanse safari "the place to be" voor welgestelde Amerikanen en Britten. Echter, zelfs avontuurlijke reizigers met diepe zakken waren niet bereid om comfort en luxe achter te laten. Van elektrische generatoren tot inklapbare badkuipen en koffers vol champagne: tijdens hun avontuur in de wildernis konden reizigers genieten van alle gemakken van thuis.
Anderen hebben gesuggereerd dat de hernieuwde interesse in glamping teruggaat tot de jaren negentig, toen safarikampen steeds populairder werden in Afrika en langs de kust van Thailand. In 2011 rapporteerde CNN dat glamping ook in de Verenigde Staten, Europa en Australië aan populariteit won.
De moderne incarnatie van glamping biedt vakantiegangers "ruime tenten, smaakvol ingericht door ontwerpers, compleet met zachte lakens in plaats van benauwde slaapzakken". Door de impact op het milieu te minimaliseren, dankzij het verminderen van herhaaldelijk opzetten van tenten en het verstandig omgaan met afval, kan glamping ook als milieuvriendelijk worden beschouwd.
Sinds het jaar 2020 heeft de toeristische branche een heropleving gezien van de interesse in glamping, wat toegeschreven kan worden aan de wereldwijde verspreiding van de COVID-19-pandemie. Dit komt doordat glamping de mogelijkheid biedt voor sociale afstand en tevens kansen schept voor openluchtrecreatie.